# محطة شينغلونغ
محطة شينغلونغ (بالإنجليزية: Xinglong Station)‏، هي مرصد (IAU code 327) يقع جنوب القمة الرئيسية لجبال يان في مقاطعة شينغلونغ Xinglong، شنغد Chengde، خبي Hebei، في الصين. يوجد في هذا المرصد سبعة من المقاريب : إسطرلاب كهروضوئي من طراز Mark-III ؛ وعاكس 60 سم، وعاكس 85 سم، ومقراب شميدت 60/90 سم؛ ومقراب يعمل بالأشعة تحت الحمراء بطول 1.26 متر ؛ ومقراب طوله 2.16 متر. أحدث مقراب هو 4m LAMOST. وفي عام 2014، قام المرصد بتركيب مقراب بطول 5.2 متر وهو جزء من برنامج علم الفلك بأشعة جاما، والمعروف بالعامية باسم "سام تام" لبعده البؤري الكبير. ويُعد موقعًا سياحيًا شهيرًا.
| 31196 يولونغ      | 24 ديسمبر 1997 |
| 48799 تاشيكويرغان | 8 أكتوبر 1997  |
| 58418 لوغو        | 26 يناير 1996  |